# Freek (prénom)
Pour les articles homonymes, voir Freek.
Freek est un prénom masculin néerlandais diminutif de Frederik et pouvant désigner :

## Prénom
- Freek de Jonge (né en 1944), artiste néerlandais
- Freek Golinski (en) (né en 1991), joueur belge de badminton
- Freek Heerkens (en) (né en 1989), joueur néerlandais de football
- Freek Rikkerink, chanteuse néerlandaise du groupe Suzan & Freek
- Freek Thoone (en) (né en 1985), joueur néerlandais de football
- Freek van de Graaff (1944-2009), rameur olympique néerlandais
- Freek van der Wart (né en 1988), patineur de vitesse néerlandais
- Freek Vonk (en) (né en 1983), biologiste néerlandais
- Freek Vos (en) (né en 1997), joueur néerlandais de basket-ball

## Référence
1. ↑  (en) « 10th Century Frisian Masculine Names », sur heraldry.sca.org (consulté le 28 décembre 2017)